# Fiat Trattori 18
Le Fiat 18 "La Piccola" est un tracteur agricole fabriqué par le constructeur italien Fiat Trattori. Présenté lors de la Foire de Vérone en mars 1957, ce tracteur sera la réponse aux besoins des agriculteurs italiens de cette fin des années 1950, dont la surface, pour 90% d'entre eux, ne dépassait 20 hectares. Il disposait dès son lancement de 40 outils adaptés.
Son prix de vente très ajusté de 870.000 £ires (de l'époque) était nettement inférieur à ses concurrents Sametto 120, Oto ou Landinetta qui dépassaient largement le million. Sur les marchés d'exportation, il fera une terrible concurrence au plus connu des tracteurs, le Pony de Massy Harris.
Son succès auprès des agriculteurs fut immédiat. La première année de commercialisation, uniquement en Italie, Fiat en vendit plus de 2.500 exemplaires. Son principal concurrent SAME 2.192 et Landini 1.832 exemplaires. Il restera en production durant 2 années et sera décliné sous l'appellation Fiat 211Rb pour le marché Australien où l'ensemble était surélevé d'une trentaine de centimètres pour passer au dessus des cultures, pour respecter un habitude locale.

## Caractéristiques techniques
| Tracteur Versions              | Fiat 18 Normal                             | Fiat 18 Verger                             | Fiat 18 Vigneron                           | Fiat 18 Montagne                           | Fiat 211R/241R                             | Fiat 211Rb                     |
| ------------------------------ | ------------------------------------------ | ------------------------------------------ | ------------------------------------------ | ------------------------------------------ | ------------------------------------------ | ------------------------------ |
| Type                           | Fiat 614.000 - 2 cylindres en ligne diesel | Fiat 614.000 - 2 cylindres en ligne diesel | Fiat 614.000 - 2 cylindres en ligne diesel | Fiat 614.000 - 2 cylindres en ligne diesel | Fiat 614.000 - 2 cylindres en ligne diesel | Fiat essence - 4 cyl. en ligne |
| Cylindrée (cm³)                | 1 135 (85x100)                             | 1 135 (85x100)                             | 1 135 (85x100)                             | 1 135 (85x100)                             | 1 135 (85x100)                             | 1 220 (72x75)                  |
| Puissance maxi. (ch. - tr/min) | 18,9 à 2.200 tr/min                        | 18,9 à 2.200 tr/min                        | 18,9 à 2.200 tr/min                        | 18,9 à 2.200 tr/min                        | 18,9 à 2.200 tr/min                        | 21 à 2.200 tr/min              |
| Boîte de vitesses AV/AR        | 6 / 2                                      | 6 / 2                                      | 6 / 2                                      | 6 / 2                                      | 6 / 2                                      | 6 / 2                          |
| Transmission                   | aux roues arrière                          | aux roues arrière                          | aux roues arrière                          | aux roues arrière                          | aux roues arrière                          | aux roues arrière              |
| Poids à vide (kg)              | 830                                        | 825                                        | 805                                        | 1100                                       | 907                                        | 870                            |
| Longueur (mm)                  | 2.595                                      | 2.600                                      | 2.650                                      | 2.900                                      | 2.600                                      | 2.570                          |
| Largeur max/min (mm)           | 1.910/1.380                                | 1.910/1.380                                | 1.500/1.000                                | 1.760/1.340                                | 1.910/1.200                                | 1.910/1.380                    |
| Hauteur (mm)                   | 1.540                                      | 1.310                                      | 1.310                                      | 1.410                                      | 1.290                                      | 1.800                          |
| Vitesse maxi. (km/h)           | 1,9 / 20,3                                 | 1,9 / 20,3                                 | 1,9 / 20,3                                 | 1,9 / 20,3                                 | 1,9 / 20,3                                 | 1,9 / 20,3                     |
| Années de production           | 1957/58                                    | 1957/58                                    | 1958                                       | 1958                                       | 1959                                       | 1959                           |

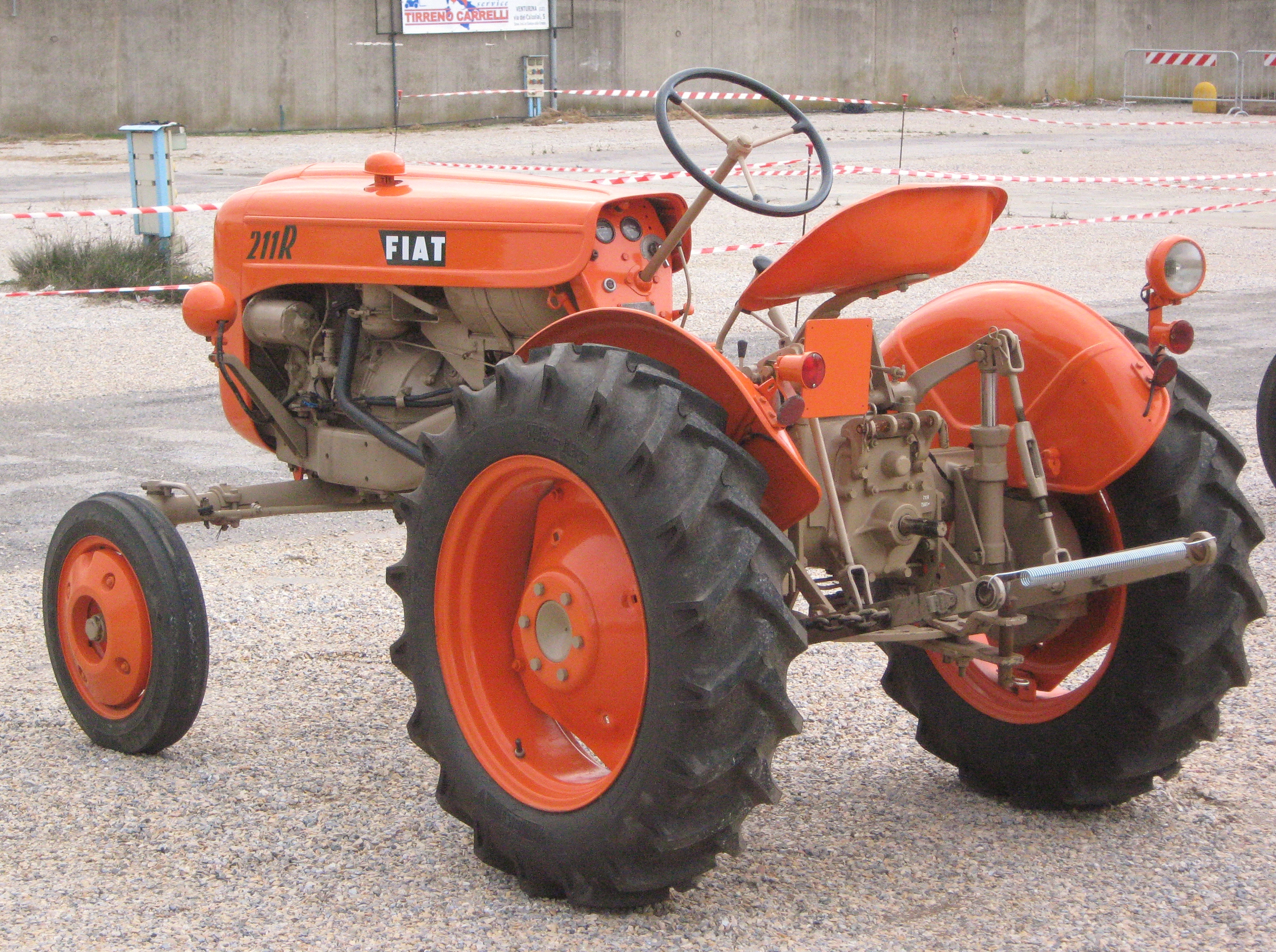
Tracteur Fiat 211R

Il a été fabriqué et commercialisé en 4 versions sous le label Fiat 18 mais également pour certains marchés étrangers sous le nom Fiat 211R et Fiat 211Rb avec un moteur essence pour le marché australien.
A cette époque où l'essentiel était de satisfaire une demande importante, Fiat a livré aux fabricants d'accessoires spécialisés un an avant le lancement officiel du nouveau tracteur, 84 exemplaires de pré série afin qu'ils puissent concevoir et fabriquer les accessoires adaptés. Parmi ces industriels figuraient des entreprises qui transformaient les tracteurs des grands constructeurs pour répondre à une demande particulière. Ce fut le cas du Fiat 18 qui, dans les ateliers de "Fratelli Calzolari" naîtra une version à 4 roues motrices et directrices que Fiat Trattori reprendra dans sa version "Montagne", ou de "SILMS" qui réalisa sa version vigneron. Le tout se passait dans un climat de parfaite collaboration.
Durant les deux années pendant lesquels le Fiat 18 fut fabriqué sous ce nom, plus de 10.700 exemplaires ont été vendus. Il sera ensuite rebaptisé Fiat 211R à partir du 1er janvier 1959, afin de respecter la nouvelle dénomination des modèles Fiat qui développa la série "200R" dont le 211R faisait partie.

## La série Fiat 200R
Cette série de tracteurs agricoles lancée au printemps 1959 est l'évolution du Fiat 18 de 1957. Elle comprend les modèles :
- 211R - tracteur de base avec le moteur diesel Fiat 614, mais revu pour une moindre consommation,
- 211Rb - version avec moteur essence, à l'origine spécialement destinée au marché australien qui n'utilisait pas le gasoil et qui fut commercialisé partout avec cette seconde série,
- 221R - version verger de la série,
- 231R - version vigneron,
- 241R - version montagne.

Depuis cette série, les dénominations des modèles Fiat Trattori suivront ce même principe, un numéro particulier dans la série pour désigner les différentes versions, sachant que chaque version a des caractéristiques physiques propres (longueur, largeur,...).
La série 200R sera remplacée en 1965 par le Fiat 215 de la Série Diamante.